# Турецкая жандармерия
Главное командование жандармерии или Турецкая жандармерия (тур. Jandarma Genel Komutanlığı) – род войск вооружённых сил Турции, ответственный за охрану общественного порядка в областях, не относящихся к юрисдикции сил полиции (обычно в сельской местности), обеспечение внутренней безопасности и контроль над границей, а также выполняет некоторые особые обязанности, предписанные в определённых законах и правилах. Жандармерия по сути является правительственной вооружённой правоохранительной организацией военного характера. Жандармерия работает в контакте со службой Askeri İnzibat, поддерживает порядок в рядах вооружённых сил. В её составе находятся две специальные бригады — Jandarma Özel Harekat Komutanlığı и Jandarma Özel Asayiş Komutanlığı.

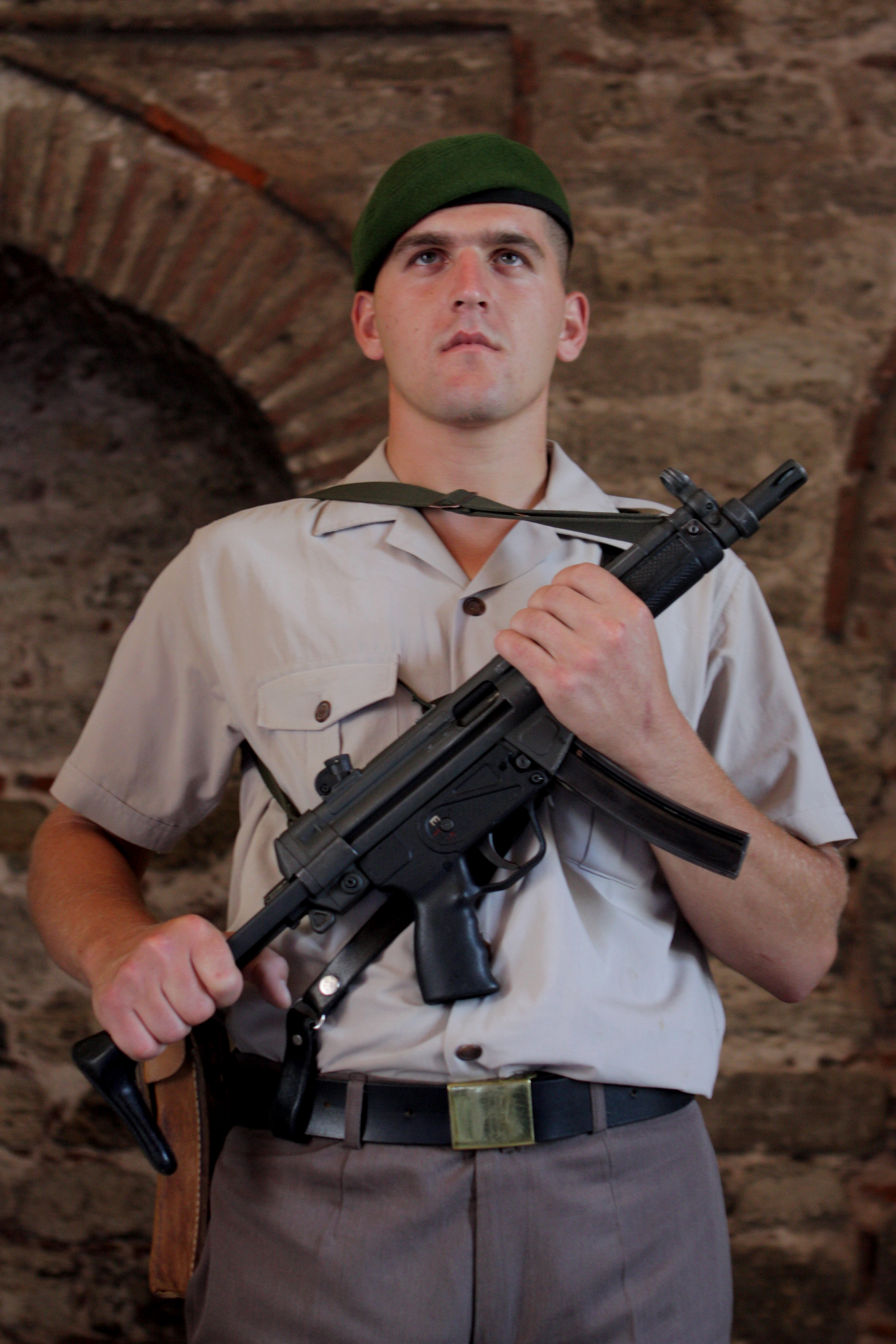
Турецкий жандарм с пистолетом-пулемётом MP5 у дворца Топкапы

Главное командование жандармерии, будучи частью вооружённых сил Турции, подчиняется генеральному штабу в вопросах, касающихся подготовки и образования вооружённых сил и министерству внутренних дел в вопросах исполнения долга по охране безопасности и общественного порядка. Командующий жандармерией подчиняется министру внутренних дел.

## История
Жандармерия происходит от военизированной правоохранительной организации «Субаши» (позднее «Заптийе») Османской империи, отвечавшей за охрану и безопасность. Также в средневековой империи сельджукидов существовала организация «Шурта».

## Структура
Штаб жандармерии включает управления:
- Кадровое;
- Разведывательное;
- Оперативное;
- Тыла.

## Вооружение

### Пистолеты
- Glock 20[3]

### Ружья
- SPAS-12[3]

### Пистолеты-пулемёты
- MP5[3]
- P90[4]

### Автоматы
- Автомат Калашникова модернизированный[3]
- G3[3]
- G41[3]
- HK33A4[3]
- M16A1[3]

### Пулемёты
- Heckler & Koch HK21[3]
- M2[3]
- Rheinmetall MG3[3]
- ПК[3]

### Снайперские винтовки
- Arctic Warfare[3]
- СВД[3]
- Tac-50[3]

### Ракетные установки и гранатомёты
- HK 69[3]
- Milkor MGL[3]
- Mk 19[5]
- РПГ-7[3]

### Миномёты
- M19[3]
- M29[3]
- Mortier 120mm Rayé Tracté Modèle F1[3]

### Транспортные средства
| Модель            | Изображение       | Происхождение     | Тип                       | Вариант            | Число             | Детали |
| Бронетранспортёры | Бронетранспортёры | Бронетранспортёры | Бронетранспортёры         | Бронетранспортёры  | Бронетранспортёры | Бронетранспортёры |
| ----------------- | ----------------- | ----------------- | ------------------------- | ------------------ | ----------------- | --- |
| БТР-60 БТР-80     |                   | СССР              | Бронетранспортёр          | БТР-60ПБ           | 535               | Куплены бывшие Армии ГДР после модернизации |
| Otokar ZPT        |                   | Турция            | Armored Car               |                    | 250               | После отмены проекта Akrep компания Otokar начала производить более дешёвую альтернативу для правоохранительных органов и армии. ZPT создан на базе Shorland S-55.                                |
| Kirpi             |                   | Турция            | MRAP                      | Kirpi 4x4          | 200               | На основе израильского Hatehof Navigator. |
| Cobra             |                   | Турция            | MRAP                      | Cobra I            | 200               | Подвеска и колёсная база основаны на американском HMMWV, что привело к ошибочному утверждению некоторых, что Турция фактически использует HMMWV в качестве одного из своих служебных автомобилей. |
| Commando          |                   | США               | Armored Personnel Carrier | V-150S             | 124               | Из-за отсутствия специализированной машины для своих разведывательных сил Турция в 1992 году заказала у Cadillac Corporation 124 машины LAV-150.                                                  |
| Dragoon           |                   | США               | Armored Personnel Carrier | Dragoon 300        | 60                | |
| Sisu Nasu         |                   | Финляндия         | Гусеничный вездеход       | NA-140 BT          | 47                | |
| Condor            |                   | Германия          | Armored Personnel Carrier | Condor 1           | 25                | |
| Авиация           |                   |                   |                           |                    |                   | |
| UH-60 Black Hawk  |                   | США/ Турция       | Utility helicopter        | S-70A              | 12                | Авионика модернизирована компанией Aselsan. Вариант Т-70 используется. Заказано ещё 30. |
| Ми-17             |                   | Россия/ Турция    | Utility helicopter        | Mi-17 IVA          | 19                | Авионика модернизирована компанией Aselsan. |
| UH-1 Huey         |                   | США               | Utility helicopter        | AB-204B AB-212     | 8 1               | |
| UH-1 Huey         |                   | США/ Турция       | Utility helicopter        | AB-205A            | 6                 | Авионика модернизирована компанией Aselsan. |
| Bell 206          |                   | США               | Utility helicopter        | AB-206A Jet Ranger | 8                 | |
| T-129             |                   | Турция            | Utility helicopter        | T-129B             | 6                 | |
| Dornier Do 28     |                   | Германия          | Транспортный              | Do-28D             | 2                 | |
| БПЛА              |                   |                   |                           |                    |                   | |
| Bayraktar TB2     |                   | Турция            | БПЛА                      |                    | 12                | |
| TAI Anka          |                   | Турция            | БПЛА                      | ANKA-S             | 4                 | |